# Phtheochroa drenowskyi
Phtheochroa drenowskyi is een vlinder uit de familie bladrollers (Tortricidae). De wetenschappelijke naam is voor het eerst geldig gepubliceerd in 1916 door Rebel.
De soort komt voor in Europa.